# پال رودریگز
پال رودریگز (انگلیسی: Paul Rodriguez؛ زادهٔ ۱۹ ژانویهٔ ۱۹۵۵) هنرپیشه اهل ایالات متحده آمریکا است. از فیلم‌هایی که وی در آن نقش داشته است، می‌توان به سریعترین ایندین جهان، کلاود ۹، داندی کروکودیل ۳، ساخت آمریکا، سوپ تورتیا، کلیفورد سگ بزرگ قرمز، کوئیک‌سیلور، خیابان تنهایی، جادوی خشن، بدون مردان و داستان سیندرلا اشاره کرد.